# 津田静枝
津田 静枝（つだ しずえ、1883年（明治16年）4月11日 - 1964年（昭和39年）9月13日）は、日本の海軍軍人。海軍の中国専門家。最終階級は海軍中将。福井県福井市出身。

## 略歴
旧制福井県立福井中学校より海軍兵学校第31期入校。
津田の履歴の特徴は中国勤務が多いことであるが、これは津田が中国の専門家であったためである。日本海軍は陸軍と比較して中国問題に暗く、対応が後手に回ることが多かったことから、対中国問題の専門家が必要となり、その最初の人物として育成されたのが津田であった。日本海軍はのちに須賀彦次郎、田尻穣、藤原喜代間、沖野亦男などの対中国の専門家を輩出した。

## 年譜
- 1883年（明治16年）4月1日- 福井県福井市生
- 1900年（明治33年）12月17日- 海軍兵学校入校 入校時成績順位196名中第111名
- 1903年（明治36年）12月14日- 海軍兵学校卒業 卒業時成績順位173名中第72位・任 海軍少尉候補生・2等巡洋艦「松島」乗組
- 1904年（明治37年）1月4日- 戦艦「初瀬」乗組
  - 3月5日- 3等巡洋艦「秋津洲」乗組
  - 9月10日- 任 海軍少尉
- 1905年（明治38年）8月5日- 任 海軍中尉
  - 12月20日- 2等砲艦「宇治」乗組
- 1906年（明治39年）11月26日- 3等駆逐艦「白雲」乗組
- 1907年（明治40年）3月22日- 2等砲艦「伏見」乗組
  - 10月15日- 2等巡洋艦「浪速」分隊長心得
- 1908年（明治41年）6月23日- 通報艦「八重山」分隊長心得
  - 9月25日- 任 海軍大尉・通報艦「八重山」分隊長
- 1909年（明治42年）5月25日- 呉海兵団分隊長
- 1910年（明治43年）2月7日- 3等海防艦「松江」航海長兼分隊長
- 1911年（明治44年）5月23日- 2等巡洋艦「対馬」分隊長
- 1912年（明治45年）4月20日- 兼 砲術長
  - 11月13日- 免 分隊長
- 1913年（大正2年）8月10日- 海軍省軍令部出仕
- 1915年（大正4年）12月13日- 任 海軍少佐・巡洋戦艦「鞍馬」分隊長
- 1916年（大正5年）4月11日- 海軍省軍令部出仕
- 1918年（大正7年）4月6日- 1等海防艦「富士」分隊長兼教官
  - 12月1日- 河川用砲艦「隅田」艦長
- 1919年（大正8年）3月10日- 軍令部出仕兼参謀
  - 12月1日- 任 海軍中佐
- 1920年（大正9年）8月1日- 装甲巡洋艦「常磐」副長
  - 12月1日- 第2艦隊司令部参謀
- 1921年（大正10年）12月1日- 戦艦「香取」副長
- 1922年（大正11年）4月15日- 海軍省軍令部出仕参謀
  - 12月1日- 兼 第1遣外艦隊司令部附
- 1923年（大正12年）3月1日- 免 第1遣外艦隊司令部附
  - 6月1日- 在支那日本公使館附海軍駐在武官
  - 12月1日- 任 海軍大佐
- 1926年（大正15年）11月1日- 帰朝
  - 12月1日- 海軍省軍令部長先任副官
- 1929年（昭和4年）5月15日- 第1遣外艦隊司令部附
  - 11月30日- 任 海軍少将・海軍省軍令部出仕
- 1930年（昭和5年）5月21日- 第2遣外艦隊司令官
- 1933年（昭和8年）4月20日- 旅順要港部司令官
  - 9月1日- 海軍省軍令部第3班長
  - 10月1日- 海軍軍令部第3部長
- 1934年（昭和9年）11月15日- 任 海軍中将・駐満海軍部司令官
- 1935年（昭和10年）11月15日- 海軍軍令部出仕
- 1936年（昭和11年）3月28日- 待命
  - 3月30日- 予備役編入
- 1938年（昭和13年）2月10日- 海軍省事務嘱託
- 1939年（昭和14年）3月10日- 興亜院華中連絡部長官
- 1941年（昭和16年）5月7日- 辞任
- 1947年（昭和22年）11月28日- 公職追放仮指定[1]
- 1964年（昭和39年）9月13日- 死去 享年81

## 栄典
位階
- 1904年（明治37年）10月10日 - 正八位[2]

勲章等
- 1940年（昭和15年）8月15日 - 紀元二千六百年祝典記念章[3]